# Shirley Knight
Shirley Knight Hopkins (født 5. juli 1936, død 22. april 2020) var en amerikansk teater-, tv- og filmskuespiller.
Hun filmdebuterede i 1957 og det følgende år blev hun nomineret til en Oscar for bedste kvindelige birolle for sin rolle i  Mørket ovenpå og igen 1962 for hendes rolle som Paul Newmans kæreste i Ungdoms søde fugl. Hun medvirkede også i Gruppen (1966) og Petulia (1968). Hun forlod Hollywood i slutningen af 1960'erne og besluttede at fokusere på en karriere på Broadway. Gennem årene har hun også medvirket i en række af tv-film.
For sin præstation i tv-serien Desperate Housewives (5 afsnit mellem 2005 - 2007) blev hun nomineret til en Emmy.